# Hochschulpräsident
Hochschulpräsident ist ein Titel beziehungsweise ein Amt innerhalb einer Hochschule. Er ist der gewählte Leiter der Hochschule. Der Hochschulpräsident repräsentiert die Hochschule personell nach außen, bestimmt jedoch auch die Ausrichtung der Lehre und Forschung. Eine Hochschulverfassung legt seine Entscheidungskompetenzen fest. Statt Hochschulpräsidenten haben viele Universitäten Rektoren als Leiter.